# 사이드와인더
사이드와인더(sidewinder)는 살무사과 살무사아과 방울뱀속에 딸린 독사의 일종이다. 미국 남부와 멕시코 서북부의 사막지대에 분포한다. 학명은 크로탈루스 케라스테스(Crotalus cerastes).